# Доисторический Химачал-Прадеш
Индийский штат Химачал-Прадеш был с давних пор населён людьми. Его долгую историю можно разделить на несколько различных этапов:

## Доисторический этап
Находки свидетельствуют, о появлении человека в предгорьях Химачал-Прадеша в пределах 2 млн лет тому назад.
Находки происходят из таких мест, как
- Долина Бангана в Кангре
- Долина Сирса в Налагархе
- Долина Марканда в Сирмуре

Склоны холмов Химачала, как полагают, были заселены людьми цивилизации долины Инда, которая процветала в период с 2250 до н. э. по 1750 до н. э. Считается, что люди долины Инда вытеснили в предгорья Гималаев более ранних обитателей долины Ганга, так называемых «колорианцев» (родственны народам мунда). Часть из этих древних обитателей долины Ганга, переселилась в предгорья Химачал-Прадеша, где они могли привольно жить.

В ведах они названы дасас, дасьюс (ср. Даса) и нишадас, тогда как в поздних источниках упоминаются киннары, наги и якши. Колы или мунда считаются древнейшими поселенцами в предгорьях Химачала.
Вторая волна миграции связана с монголоидными народами бхотами и киратами. Наконец, третья, самая многочисленная, волна связана с индо-ариями, выходцами из Центральной Азии, которые со временем заселили Индостан и с тех пор определяют историю и культуру Химачал-Прадеша.